# بحوث العمليات

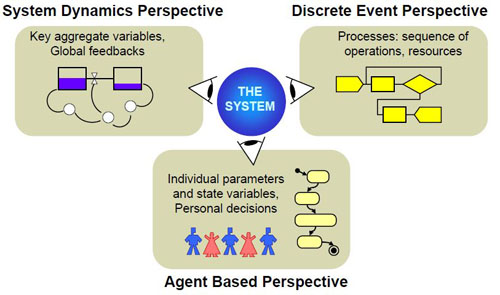

بحوث العمليات أو علم القرار هو فرع من فروع الرياضيات التطبيقية. يسمى البرمجة الرياضية ويهتم بتحسين عمليات وطرائق معينة بقصد الوصول إلى حل أمثل للمشاكل. ولبحوث العمليات تطبيقات في الهندسة والعلوم الاقتصادية والإدارية والتسويقية.
تستخدم في بحوث العمليات طرق النمذجة الرياضية والتحليل الإحصائي للوصول للحل الأمثل واتخاذ القرارت. ونظرا لتنوع وكثرة تطبيقاتها، تتقاطع بحوث العمليات مع مجالات أخرى متعددة مثل الهندسة الصناعية، وإدارة العمليات، وإدارة المواصلات.
تتكون بحوث العمليات من مجموعة من الأساليب (الطرق) المختلفة (مسألة النقل، البرمجة الخطية، البرمجة الشبكية،...) هذه الطرق في حد ذاتها ليست متجانسة ولا تعالج نفس الموضوعات، إلا أنها تبحث كلها في الحل الأمثل حسب نوع وطبيعة المسائل. وعادة ما يكمن الهدف في الحل الأمثل المنشود هو الحصول على أقل تكلفة ممكنة أو أكبر ربح ممكن.

## تاريخ بحوث العمليات
يرجع أصل الكلمة إلى الميدان العسكري ولبحوث العمليات تاريخ ليس بالقديم وتعتبر من العلوم التي ساهمت في انتصار القوات البرية والجوية البريطانية إبان الحرب العالمية الثانية. كما يجب التفكير بأن طرق بحوث العمليات قد استعملت لإعادة بناء أوروبا التي هدمت أثناء الحرب العالمية الثانية.

## تطبيقات بحوث العمليات
تستخدم بحوث العمليات في المنشآت الصناعية والخدمية، وكذلك في العمليات العسكرية والمدنية المختلفة. فمن تطبيقاتها:
- جدولة عمليات الطيران من طائرات وطواقم
- تحديد المكان الأمثل لبناء منشأة معينة كمصنع أو مركز للدفاع المدني
- دراسة ومحاكاة صفوف الانتظار في المطارات والعمل على تقليل فترة الانتظار فيها وزيادة فعاليتها
- تصميم خط إنتاج/تجميع فعال للسيارات لتقليل التكاليف وتسريع العملية الصناعية
- جدولة وتخطيط مهمات غرف الجراحة في المستشفيات لزيادة الإنتاجية
- تحديد الطريق الأمثل أو الأسرع لتوصيل البضائع من المصنع إلى الزبون توفيراً للوقت والجهد
- تقليل عدد القطع غير الصالحة للبيع وذلك بالتحكم الدقيق في جودة التصنيع
- تعيين بوابات المغادرة وتوزيعها على الرحلات/الطائرات بشكل فعال خاصة في المطارات المزدحمة
- دراسة ومحاكاة الإشارات المرورية في التقاطعات والعمل على تطويرها لزيادة تدفق المركبات وتقليل الانتظار
- دراسة سلسلة الإمداد التي تتخذها السلعة من المواد الخام إلى المنتج النهائي على رف البيع
- التأكد من وجود المنتجات على الرف للبيع لخدمة الزبائن بشكل أفضل وذلك بتحديد الكمية المثلى للطلب من الموزع

## منهجية بحوث العمليات
تكمن منهجية بحوث العمليات في اتباع الخطوات التالية:
1- كتابة النموذج،
2-البحث عن حل أولي،
3-رقابة هذا الحل،
4-تحسينة إن لم يكن هو الحل الأمثل.
ولكن، وإن كانت هذه الخطى العامة بالنسبة لكل الطرق، فهناك بعض الاختلاف بين الطريقة والأخرى.
تكمن أهمية دراسة بحوث العمليات في:
1. المساهمة في تقريب المشكلة أياً كانت إلى الواقع.
2. صياغة نماذج رياضية معينة تعكس مكونات المشكلة.
3. عرض النموذج في مجموعة من العلاقات الرياضية وإعطاء فرص مختلفة (للبدائل) لعملية اتخاذ القرارات وبما يساهم في تفسير عناصر المشكلة والعوامل المؤثرة فيها.
4. تطبيق هذة النماذج في المستقبل عندما تواجهنا مشكلة مماثلة.

و تتطلب بحوث العمليات عدة مهارات رياضية من أهمها الحساب بالمصفوفات وعلم الاحتمال ونظرية المخططات (graph theory).

## أهم مواضيع بحوث العمليات

### المحاكاة
هي عبارة عن تقليد للظواهر أو المشاريع الواقعية بتمثيل العناصر الرئيسية لها. ويستفاد منها في المشاريع الكبيرة أو المعقدة على وجه الخصوص إذ تسهل العمل عليها. يتم بواسطة المحاكاة دراسة وتحليل الظاهرة واستخلاص النتائج ومن ثم اتخاذ قرار بشأن تطويرها ليُطَبَّقُ على الظاهرة أو المشروع والحصول على حل أفضل من الوضع الراهن.

### جدولة المشاريع
باستخدام طريقة المسار الحرج وطريقة مراجعة برامج المشروعات Pert
وتستخدم في العمل على المشاريع الكبيرة ذات المدة الزمنية الطويلة حيث تحدد خطوات العمل بالاعتماد على جدوال زمنية خاصة ويعتبر من الاساليب الثورية التي تؤدي إلى تقليص المدة الاجمالية للمشاريع. وتراعي الجدولة وجود أعمال تتطلب إنهاء أعمال سابقة لها قبل البت فيها.

### تحديد أفضل النتائج
وهو المجال الرئيسي في بحوث العمليات حيث يعنى بإيجاد الحل الأمثل. وفيه يتم نمذجة الواقع في شكل معادلات رياضية ومن ثم حل هذه المعادلات باستخدام طرائق بحوث العمليات المتعددة للوصول إلى الحل الأمثل.
وعادة ما يكون النموذج الرياضي على الشكل التالي:
1. تحديد ما إذا كان المطلوب زيادة الربح (أو ما شابه) أو تقليل التلكفة (أو ما شابه)
2. وضع المعادلة التي تمثل القيمة المراد زيادتها أو تقليلها (ربح أو تكلفة)
3. وضع الضوابط التي تحكم قيم المتغيرات المختلفة والتي غالباً ما تمثل الموارد المحدودة (موارد بشرية أو مواد خام على سبيل المثال)

وتتنوع الأنظمة إلى أنواع مثل:
1. البرمجة الخطية (السمبلكس)
2. البرمجة غير الخطية
3. البرمجة الديناميكية (غير الثابتة)
4. برمجة الأعداد الصحيحة
5. برمجة الأهداف
6. البرمجة الاحتمالية

ومن ثم يُحَلّ النظام بالطريقة المناسبة واستخراج الحل الأمثل لتطبيقه في الواقع.

### نظم ضبط ومراقبة المخزون
وتسمى أيضا نظم ضبط المخزون والإنتاج هو أحد فروع بحوث العمليات الرئيسية التي تعنى في تصميم نظم الإنتاج والمخزون وذلك لتقليل التكاليف. ويدرس القرارات التي تواجهها الشركات والجيوش في اتصال بين وحدات التصنيع ووحدات التخزين ووحدات التوزيع والتوريد. يتم على سبيل المثال إيجاد القيمة المثلى لاستيرادها من الموزع وذلك لتقليل تكاليف التخزين في المؤسسة وأيضا للتأكد من وجود المنتج في مكانه وفي وقته إرضاء للعملاء.
وهذا الجزء يمثل التقاء بحوث العمليات بالهندسة الصناعية.

### نظرية صفوف الانتظار
وتسمى أيضا نظرية الطوابير (Queueing theory)وتعمل على التقليل من فترة الانتظار في الطابور وزيادة معدل الخدمة وذلك من خلال التنسيق بين فترة الخدمة وسرعة وصول الزبائن وتستخدم في عدة مجالات مثل محطات تعبئة الوقود والبنوك والمطاعم واشارت المرور وتستخدم فيها المحاكاة بشكل كبير. وهي من التطبيقات العشوائية (الاحتمالية) لبحوث العمليات إذ أن حضور الزبائن وانصرافهم يمثل عملية عشوائية.
وتتفرع النظرية إلى أجزاء وأنواع بحسب طريقة الخدمة ووصول الزبائن وعدد مزودي الخدمة فهناك على سبيل المثال نظام صف انتظار واحد لعدد من مزودي الخدمة، وهناك نظام صف انتظار لكل مزود خدمة، وغيرها كثير. وبتطبيق هذه النظرية يمكن الوصول لمعدل خدمة أعلى ويمكن كذلك إرضاء المستفيدين بشكل أكبر بالإضافة إلى توفير الوقت والمال.

### نماذج الشبكات
وهي تحليل المشروع عن طريق تحوله إلى محطات وعقد ترتبط في ما بينها بخطوط لتمثل شبكة ويتم التوصل إلى الحل الأمثل من خلال انتخاب الطريق الأقصر والأمثل. ومن تطبيقات الشبكات: إيجاد أكبر تدفق للماء من الخزان الرئيسي عبر الشبكة إلى جميع هذه المحطات، أو إيجاد الطريق الأقصر بين نقطتين عبر شبكة من الطرق.

### نموذج النقل
وهو أحد النماذج المعروفة في بحوث العمليات التي تعنى (على سبيل المثال) بإيجاد عدد المنتجات المنقولة من مجموعة من الموزعين إلى مجموعة من المستودعات عبر شبكة الطرق بحيث يُسْتَوْفَى الطلب في المستودعات ولكن بأقل تكلفة ممكنة. فيتم تحديد عدد المنتجات الخارجة من الموزع أ إلى المستودع ج (مثلا)، ومن الموزع د إلى المستودع أ وب (مثلا)، إلخ. وبالتالي يمكن إيجاد عدد المركبات المطلوبة للتوصيل ومنطلق ووجهة كل مركبة وعدد ما تحمله من منتجات ليتم تغطية الطلب في جميع المستودعات بأقل تكلفة ممكنة.

### نماذج التخصيص
وتعنى بتخصيص وربط عناصر مجموعتين بأقل تكلفة ممكنة. فمثلا يتم تحديد من من العمال سيتحكم في أي من المعدات بأقل تكلفة ممكنة. وكمثال آخر يتم تحديد البوابات لرحلات الطيران بحيث تضمن للمسافرين أقصى درجة من الراحة ممكنة في ظل القيود المفروضة من طبيعة عمليات المطار وذلك بأقل تكلفة ممكنة.

## قراءات إضافية
- C. West Churchman, Russell L. Ackoff & E. L. Arnoff, Introduction to Operations Research, New York: J. Wiley and Sons, 1957
- Joseph G. Ecker & Michael Kupferschmid, Introduction to Operations Research, Krieger Publishing Co.
- Frederick S. Hillier & Gerald J. Lieberman, Introduction to Operations Research, McGraw-Hill: Boston MA; 8th. (International) Edition, 2005
- Maurice W. Kirby, Operational Research in War and Peace, Imperial College Press, London, 2003
- Michael Pidd, Tools for Thinking: Modelling in Management Science, J. Wiley & Sons Ltd., Chichester; 2nd. Edition, 2003
- Hamdy A. Taha, Operations Research: An Introduction, Prentice Hall; 9th. Edition, 2011
- Wayne Winston, Operations Research: Applications and Algorithms, Duxbury Press; 4th. Edition, 2003
- Kenneth R. Baker, Dean H. Kropp (1985). Management Science: An Introduction to the Use of Decision Models
- Stafford Beer (1967). Management Science: The Business Use of Operations Research
- David Charles Heinze (1982). Management Science: Introductory Concepts and Applications
- Lee J. Krajewski, Howard E. Thompson (1981). "Management Science: Quantitative Methods in Context"
- Thomas W. Knowles (1989). Management science: Building and Using Models
- Kamlesh Mathur, Daniel Solow (1994). Management Science: The Art of Decision Making
- Laurence J. Moore, Sang M. Lee, Bernard W. Taylor (1993). Management Science
- William Thomas Morris (1968). Management Science: A Bayesian Introduction.
- William E. Pinney, Donald B. McWilliams (1987). Management Science: An Introduction to Quantitative Analysis for Management
- Shrader، Charles R. (2006). History of Operations Research in the United States Army, Volume 1:1942-1962. Washington, D.C.: مركز التاريخ العسكري لجيش الولايات المتحدة. CMH Pub 70-102-1. مؤرشف من الأصل في 2019-04-09.
- Gerald E. Thompson (1982). Management Science: An Introduction to Modern Quantitative Analysis and Decision Making. New York : McGraw-Hill Publishing Co.

## وصلات خارجية
- INFORMS OR/MS Resource Collection: a comprehensive set of OR links.
- International Federation of Operational Research Societies
- Occupational Outlook Handbook, U.S. Department of Labor Bureau of Labor Statistics
- "Operation Everything: It Stocks Your Grocery Store, Schedules Your Favorite Team's Games, and Helps Plan Your Vacation. The Most Influential Academic Discipline You've Never Heard Of." Boston Globe, June 27, 2004
- "Optimal Results: IT-powered advances in operations research can enhance business processes and boost the corporate bottom line." Computerworld, November